# Rusk County (Texas)
Rusk County je okres ve státě Texas v USA. K roku 2010 zde žilo 53 330 obyvatel. Správním městem okresu je Henderson. Celková rozloha okresu činí 2 432 km².